# Algor mortis
Algor mortis je posmrtná změna teploty těla, která se v zásadě postupně přibližuje teplotě okolí (v horké poušti tedy stoupá). Latinsky algor – chlad, mortis – po smrti. Jevu se využívá pro určení doby smrti podle teploty rekta. Funkce vedení tepla a přenosu vede k ochlazování, které se snižuje, podle exponenciální funkce, což lze přiblížit lineárním poklesem o 2 °C během první hodiny po smrti a každá další hodina sníží teplota těla o 1 stupeň Celsia.
Glaisterova rovnice určuje počet hodin od smrti jako lineární funkci rektální teploty:
{\displaystyle (36,9^{\circ }C-{\text{rektální teplota}})\cdot {\frac {6}{5}}}